# علی جمعه
علی جمعه (عربی مصری: علی جمعة؛ زادهٔ ۳ مارس ۱۹۵۲)، محقق اسلامی، فقیه و عالم اهل مصر است.